# 工部七職
工部七職（こうぶしちしょく）とは彦根仏壇の製造における、7種の工程の職人の総称。
それぞれの工程の職人は、木地師（きじし）、塗師（ぬし）、金箔押師（きんぱくおしし）、宮殿師（くうでんし）、彫刻師（ちょうこくし）、蒔絵師（まきえし）、錺金具師（かざりかなぐし）がいる。

## 各職人の担当領域で見た、他産地との比較
名称の差異も存在するが、ここでは各職人の仕事内容の違いに絞り込む。

### 山形仏壇
「蒔絵」がなく、当然「蒔絵師」が存在しない。

### 新潟・白根仏壇
「宮殿師」が存在せず、木地師が宮殿も製作する。「箔押師」が存在せず、塗師が漆塗り～乾燥を終えた後に箔押しを行い、組立てまで実施する。

### 長岡仏壇
「宮殿師」が存在しない。詳細不明。

### 三条仏壇
不明。

### 飯山仏壇
不明。

### 三河仏壇
彦根では仏壇店の業務に組み込まれている最終組立てを行う「組立師」が存在する。

### 名古屋仏壇
彦根で木地師が作っている「天井」を専門的に作る天井師が存在する。彦根では塗師が行う一工程である「呂色」を専門的に行う呂色師が存在する。彫刻師が前彫師（欄間を専門的に製作）と内彫師（欄間以外を製作）に分かれている。錺金具師が表金具師（外側の茶系色付け金具）と内金具師（金メッキまたは消しメッキで、障子および内部の金具）に分かれている。彦根では仏壇店の業務に組み込まれている最終組立てを専門的に行う「仕立師」が存在する。

### 金沢仏壇
詳細は不明。

### 七尾仏壇
不明。

### 京仏壇
彦根では塗師が行う「蝋色」を専門に行う「蝋色師」が存在する。

### 大阪仏壇
須弥壇を専門に製作する職人が存在する。呂色磨きのみを行う専門の職人が存在する。彩色を行う専門の職人が存在する。

### 広島仏壇
須弥壇を専門に製作する職人が存在する。

### 八女福島仏壇
彦根仏壇での分担とほぼ同じ。

### 川辺仏壇
箔押しが組立て工程の一部に組み込まれている。